# انتال روکا
انتال روکا (انگلیسی: Antal Róka; ۲۵ ژوئن ۱۹۲۷ – ۱۶ سپتامبر ۱۹۷۰) ورزشکار دو و میدانی اهل مجارستان بود.